# پیتزای یونانی
در آشپزی ایالات متحده، پیتزای یونانی سبکی از پوسته و آماده‌سازی پیتزا است که در آن پیتزا به جای اینکه طبق سفارش کشیده شود و در کف اجاق پیتزا پخته شود، سفت شده و در یک تابه فلزی پخته می‌شود. بر خلاف تابه‌های عمیقی که در پیتزاهای سیسیلی، شیکاگو یا دیترویت استفاده می‌شود، از تابه کم عمق استفاده می‌شود. پوسته آن معمولاً اسفنجی و سبک است، مانند فوکاچیا، اما نه به ضخامت آن. پوسته نیز به دلیل پوشش روغنی که در حین آماده‌سازی روی تابه اعمال می‌شود، نسبتاً روغنی است.
در ایالات متحده، پیتزا به سبک یونانی در نیوانگلند و بخش‌هایی از شرق ایالت نیویورک رایج است.

## تاریخچه
پیتزای یونانی توسط کوستاس کیتساتیس، با نام مستعار کنستانتینوس کومبوزیس، با نام مستعار «چارلی» یونانی اهل آلبانی، در رستوران پیتزا هاوس خود که در خیابان ترومن ۸۶ در نیو لندن، کانکتیکات واقع شده بود، در سال ۱۹۵۵ اختراع شد. سیستم او شامل آماده‌سازی یک روز کامل از پوسته‌ها در تابه‌های ۱۰ اینچی در صبح بود، به‌جای اینکه خمیر را به‌صورت سفارشی پرتاب کند و بکشد. در کانکتیکات، در دهه ۱۹۸۰، ۴۰ درصد از پیتزا فروشی‌ها توسط یونانی‌ها اداره می‌شد.